# 플레처급 구축함

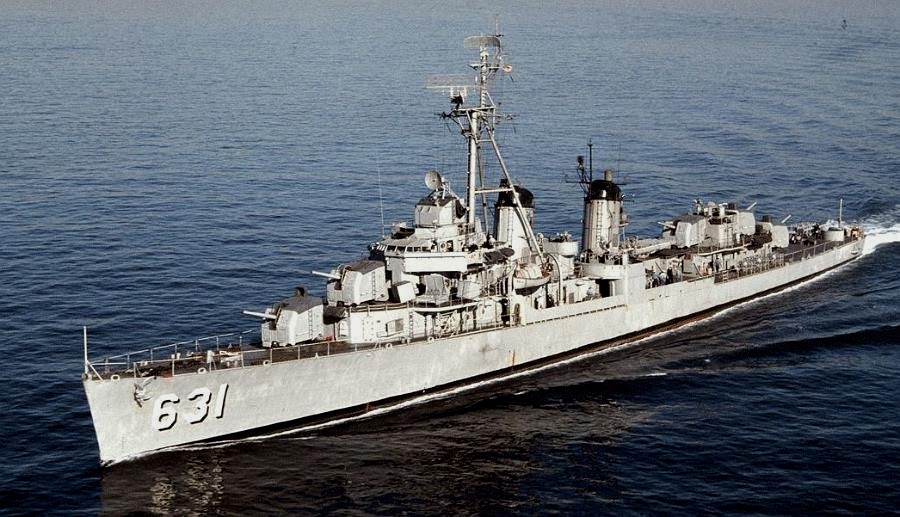
플레처급 구축함

플레처급 구축함(Fletcher-class destroyer)은 제2차 세계 대전 당시 미국이 건조한 구축함급이다. 이 급은 포터급과 소머스급의 초기 구축함 리더(leader) 유형에 대한 불만의 결과로 1939년에 설계되었다. 일부는 한국 전쟁과 베트남 전쟁에도 참전했다.
미국 해군은 1942년부터 1944년 사이에 다른 구축함보다 많은 175척의 플레처급 구축함을 취역했으며 이 설계는 일반적으로 매우 성공적인 것으로 간주되었다. 플레처는 38노트(70km/h, 44mph)의 설계 속도와 단일 마운트에 5문의 5인치(127mm) 함포와 2개의 5중 중앙선에 10개의 21인치(530mm) 어뢰 발사관을 갖춘 주무장을 갖추고 있었다. 알렌 M. 섬너급 구축함 및 기어링급 구축함은 플레처급의 파생물이었다.
장거리 플레처급 군함은 대잠수함전과 대공전부터 수상작전까지 구축함에 필요한 모든 임무를 수행했다. 이것들은 태평양에서 함대 작전에 필요한 광대한 거리를 커버할 수 있었고 제2차 세계 대전 동안 태평양 작전 전역에서 거의 독점적으로 복무했으며, 이 기간 동안 일본 제국 해군 잠수함 29척을 침몰시켰다. 엄청난 노력으로, 플레처는 미국 전역의 조선소에서 제작되었으며, 제2차 세계 대전이 끝난 후 11대가 전투를 위해 제작된 국가(이탈리아, 독일, 일본 및 기타 국가)에 판매되었다. 3척은 미국에 박물관 선박으로, 1척은 그리스에 보존되어 있다.

## 같이 보기
- 미국의 구축함 함급 목록

## 참고 문헌
- Bauer, K. Jack; Roberts, Stephen S. (1991). 《Register of Ships of the U.S. Navy, 1775–1990: Major Combatants》. Westport, Connecticut: Greenwood Press. ISBN 0-313-26202-0.
- Davis, Rick E.; Wright, Christopher C. (2010). “USN Aircraft-Handling Destroyers 1919 to 1943, Part I: 1919–1941”. 《Warship International》. XLVII (3): 265–278. ISSN 0043-0374.
- Friedman, Norman (2004). 《US Destroyers: An Illustrated Design History》 Revis판. Annapolis: Naval Institute Press. ISBN 1-55750-442-3.
- Gardiner, Robert; Chesneau, Roger (1980). 《Conway's All the World's Fighting Ships 1922–1946》. London: Conway Maritime Press. ISBN 0-83170-303-2.
- Gardiner, Robert; Chumbley, Stephen (1995). 《Conway's All the World's Fighting Ships 1947-1995》. London: Conway Maritime Press. ISBN 1-55750-132-7.
- Silverstone, Paul H. (1965). 《U.S. Warships of World War II》. London: Ian Allan Ltd. ISBN 0-7110-0157-X.
- Toby, A. Steven (2015). “Note on High Speed Destroyers' Maneuverability”. 《Warship International》 LII (1): 24–27. ISSN 0043-0374.
- 이 문서는 퍼블릭 도메인 Dictionary of American Naval Fighting Ships의 문구를 포함합니다.